# Philippe Gawlikowski
Pour les articles homonymes, voir Gawlikowski.
Philippe Gawlikowski (Paris, 29 novembre 1808 - Paris, 1er mars 1872) est un danseur, chorégraphe, professeur et théoricien français de la danse.

## Œuvres principales
- La Redowa. Nouvelle danse bohémienne, composée pour le piano, Paris, 1845.
- La Mode ! Nouvelle valse à cinq temps, composée pour le piano, Paris, 1846.
- La Napolitaine. Nouvelle tarentelle, Paris, 1846.
- La Hongroise ! Nouvelle valse, Paris, 1851.
- Redowa-Taglioni. Nouvelle polka-mazurka, Paris, 1851.
- La Sicilienne. Nouvelle danse nationale, composée pour le piano, Paris, 1851.
- Mazurka. Souvenirs de Trouville, composé pour le piano, Paris, 1857.
- Mazurka, théorie des figures et des pas, Paris, 1857.
- L'Étincelle ! Rédowa. Musique composée pour le piano, Paris, 1858.
- Guide complet de la danse, Paris, Taride, 1858. L'ouvrage connut au moins 8 éditions (1859, 1870, 1874, 1875, 1891), dont la dernière (1901) est à lire en ligne sur Gallica.
- Les Impressions de voyage. Quadrille (pour orchestre), Paris, 1863.
- La Pologne. Quadrille (pour orchestre), Paris, 1864.